# Emmanuel-Auguste Cahideuc Dubois de La Motte

Familienwappen der Familie Cahideuc

Emmanuel-Auguste de Cahideuc, comte du Bois de La Motte, genannt Dubois de La Motte (* 1683 in Rennes, Frankreich; † 23. Oktober 1764 ebenda), war ein französischer Seeoffizier und Aristokrat während der Herrschaft der Könige Ludwigs XIV. und Ludwigs XV. Er diente im Spanischen Erbfolgekrieg, war Generalgouverneur von Saint-Domingue und nahm während des Siebenjährigen Krieges an der Belagerung von Louisbourg und der Verteidigung von Saint-Malo teil. Er beendete seine Karriere als Vice-amiral de France und Kommandeur der Flotte du Levant.

## Biografie

### Abstammung und Jugend
Dubois de La Motte entstammte der Familie Cahideuc, einer alten bretonischen Adelsfamilie, die zu seinen Lebzeiten bereits in 14. Generation in der Gemeinde Iffendic in Ille-et-Vilaine nachweisbar war. Ihr Stammsitz befand sich zwei Kilometer westlich von Iffendic und ihr Familienwappen, drei goldene Leopardenköpfe auf rotem Schild sowie das Familienmotto „Antiqua fortis virtute“ ist noch heute auf den Buntglasfenstern und Säulen der Kirche von Iffendic zu sehen.
Die Besitztümer der Familie Bois de La Motte lagen in der Gemeinde Trigavou nördlich von Dinan und bestanden unter anderem aus einer befestigten Burg mit Wassergraben und Bergfried. Aus diesem Zweig der Familie war Jean II. d’Avaugour 1621 von Ludwig XIII. zum Marquis erhoben worden, starb 1654 allerdings kinderlos. So fielen Besitz und Titel an die Tochter seines Onkels, Guyonne de Montbourcher, die 1633 Sébastien de Cahideuc heiratete, der somit folgerichtig 1654 zweiter Marquis von Bois de la Motte wurde. In der weiteren Erbfolge gingen Titel und Besitz schließlich an Dubois de La Motte Eltern Jean-François de Cahideuc (* 1640), Berater des Parlaments der Bretagn, und Gilonne-Charlotte de Langan, Tochter des Marquis de Bois Ferrier, über, die ab 1670 die Titel Marquis und Marquise Dubois de la Motte trugen.
Die Familie lebte in Rennes in ihrem Privathaus und im Schloss Dubois de la Motte in Trigavou. Sie bekamen vier Söhne und drei Töchter, Dubois de La Motte war der dritte Sohn.
Er wurde 1683 in Rennes geboren, am 1. April 1683 in der Pfarrei Saint-Sauveur getauft und besuchte die dortige Schule. 1692 fiel sein ältester Bruder als Dragonerhaupmann in Savoyen und das Erbe fiel dem zweiten Bruder Henri Charles zu, der in der Folge der 4. Marquis Dubois de la Motte werden sollte.

### Marinekarriere
Am 22. Juli 1698, im Alter von 15 Jahren, wurde Dubois de La Motte in die Französische Marine aufgenommen und trat am 8. November in die Brester Gardemarin Kompanie ein, dessen Chef Alain-Emmanuel de Coëtlogon ein Cousin seines Vaters war. Nach der üblichen Grundausbildung begab sich Emmanuel-Auguste 1699 auf die L’Éclatant des Lieutenant-général (Vizeadmirals) Comte de Relingues für die seemännische Ausbildung. 1701 wechselte er auf die Le Merveilleux im Geschwader des Marquis de Châteaurenault, der nach dem Tod von Tourville zum Vizeadmiral befördert wurde.

### Im Spanischen Erbfolgekrieg
Während des Spanischen Erbfolgekrieges eskortierte die Le Merveilleux spanische Galeonen über den Atlantik und war daher nicht an der für Frankreich und Spanien desaströsen Seeschlacht bei Vigo beteiligt.
Seine Feuertaufe erhielt Dubois de La Motte 1703, als er auf der La Couronne unter dem Kommando des Geschwaderführers M. de Châteaurenault, Sohn des vorher genannten Vizeadmirals, der im Geschwader von de Coëtlogon diente. Am 22. Mai 1703 griff der Verband vor der Küste von Lissabon einen niederländischen Konvoi an, der von fünf Linienschiffen eskortiert wurde, von denen eines versenkt und die vier anderen gekapert wurden.
1704 wechselte er auf die Le Terrible unter Lieutenant-général de Relingues, der am 24. August in der Schlacht bei Vélez-Málaga tödlich verwundet wurde. Dubois de La Motte wurde während der Schlacht ebenfalls verwundet. Bei der Belagerung von Gibraltar 1705 war er als Leutnant bei den Grenadieren eingesetzt.

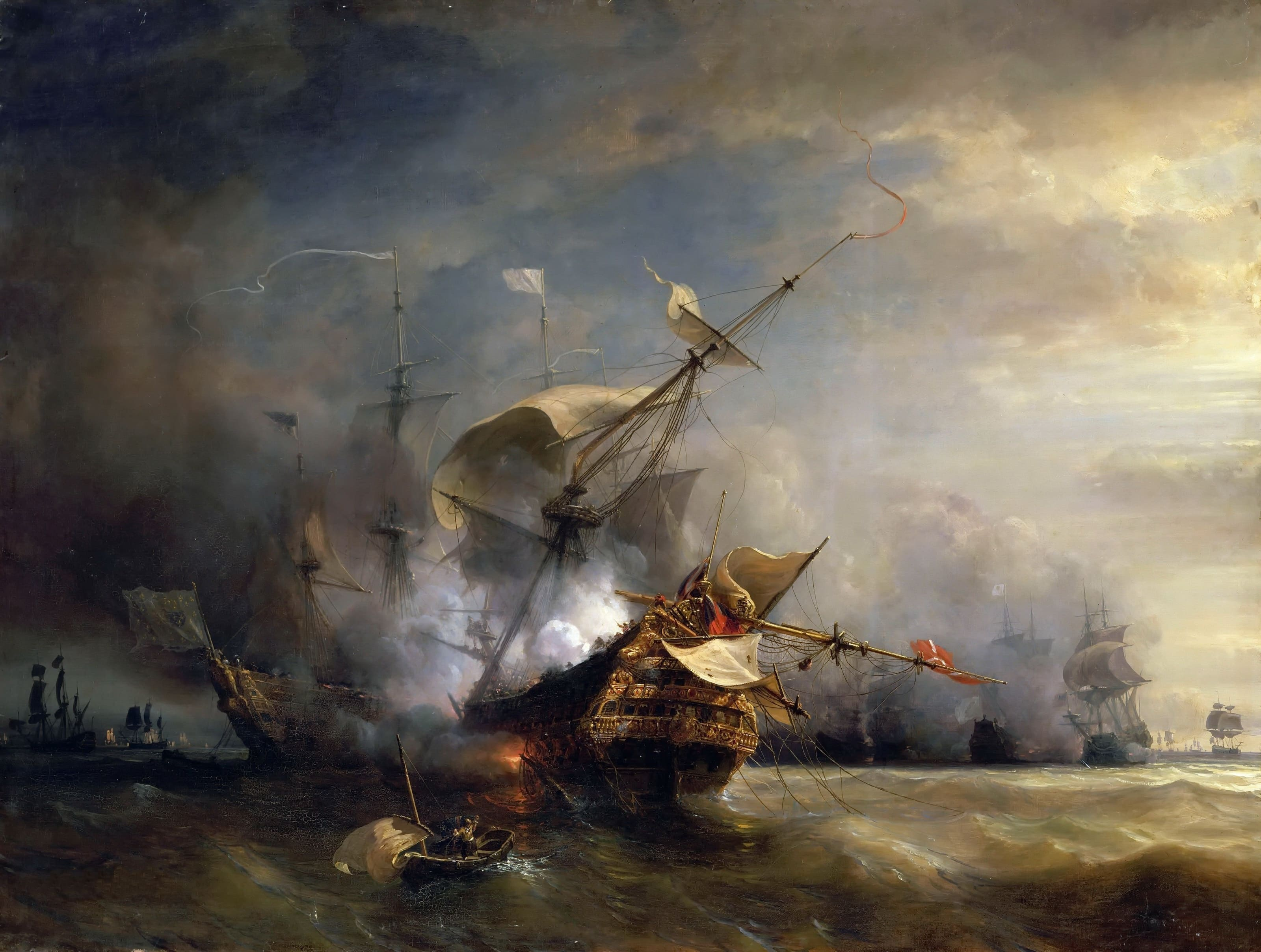
Gefecht bei Lizard Point, 21. Oktober 1707. Öl auf Leinwand von Théodore Gudin.

Ab dem 1. November 1705 diente Dubois de La Motte wiederum als Grenadierleutnant und dann als Major der Küstenverteidigungsbatterien in Saint-Malo. 1706 wurde er stellvertretender Kommandant der Fregatte La Dauphine unter dem Kommando von Gouyon-Miniac. Das Schiff war auf Einsatzfahrten in der Biskaya gegen niederländische Piraten und Handelsschiffe eingesetzt.
Am 21. Oktober 1707 nahm Dubois de La Motte auf L’Achille unter dem Kommando von Charles de la Boische, im Geschwader von Duguay-Trouin an dem Seegefecht bei Lizard Point teil. Am 7. Januar 1708 wurde er zum Brigadier der Marinegarde ernannt.
Am 13. Februar 1709 wurde er zum Fähnrich befördert und erhielt vom Louis-Alexandre de Bourbon, comte de Toulouse die Erlaubnis, die 50-Kanonen-Fregatte Argonaute für den Einsatz gegen Piraten und für den Kriegseinsatz auszurüsten. In der Folge kaperte er eine englische Fregatte und traf vor Lizard Point auf eine britische Flotte von 7 bis 8 Handelsschiffen, eskortiert von einem 60-Kanonen-Linienschiff. Dubois de La Motte nahm den Kampf auf, musste diesen aber nach drei Stunden und drei vergeblichen Enterversuchen aufgeben. Sein Vorschiff hatte Feuer gefangen, von Masten und Takelage war kaum etwas übrig, von 300 Mann Besatzung waren 220 getötet worden, darunter auch Dubois de La Mottes jüngerer Bruder, gerade 19 Jahre alt. Nach einem Aufenthalt zur Reparatur in Brest war er auf der Amazone auf Einsatzfahrt im Nordatlantik gegen britische Schiffe und niederländische Freibeuter eingesetzt.

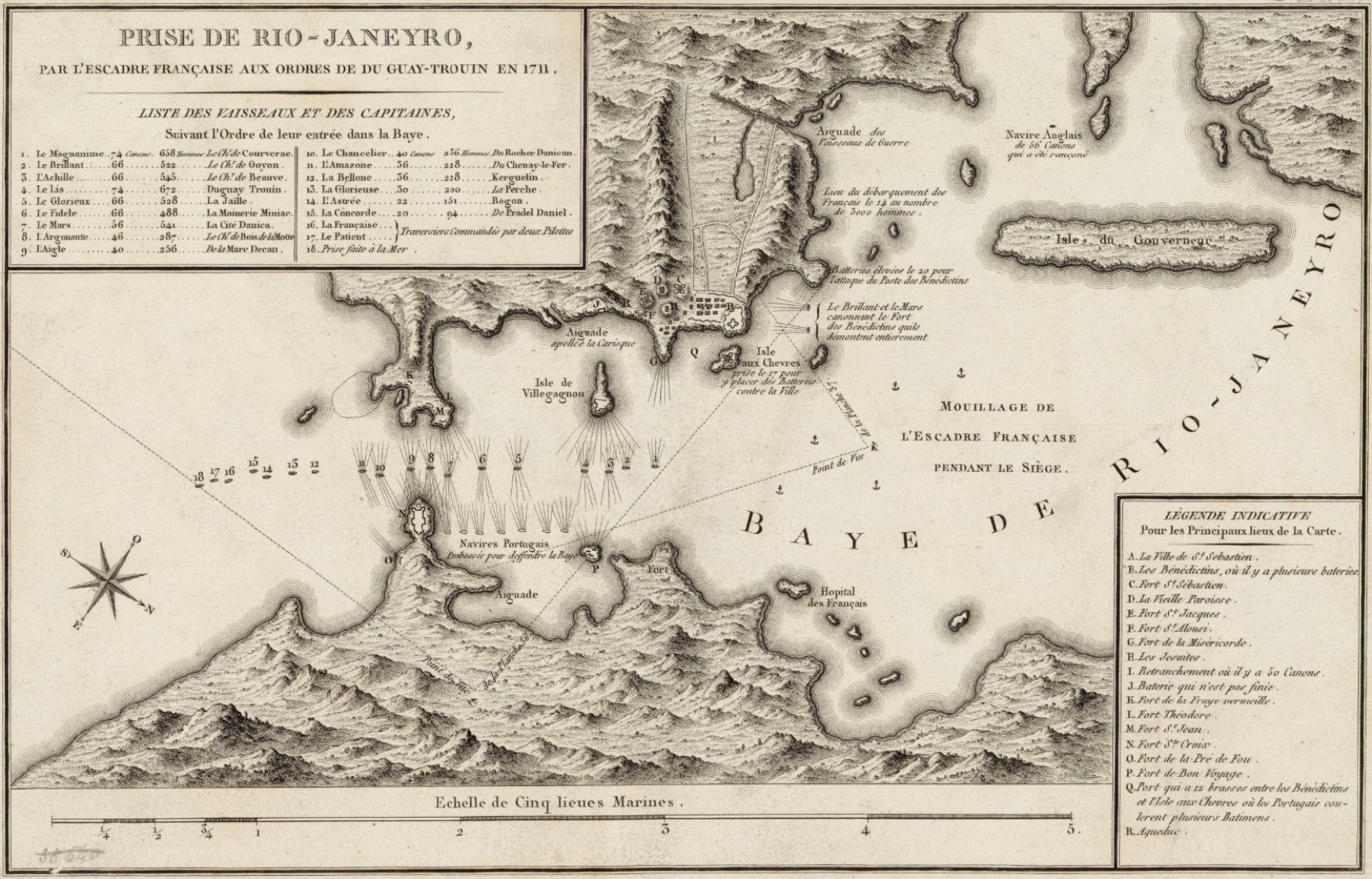
Ankunft des Geschwaders von Duguay-Trouin in Rio de Janeiro im Jahr 1711.

Unter dem Kommando von Duguay-Trouin nahm er ab dem 21. September 1711 als Chef einer Grenadierkompanie an der Expedition gegen Rio de Janeiro teil. Vor Ort übernahm er erneut das Kommando über die Argonaute.

### Einsatz während der Friedensjahre
Nach Inkrafttreten des Friedens von Utrecht, mit dem eine Reduzierung der Streitkräfte einherging, gab Dubois de La Motte das Kommando über L’Argonaute auf und diente im Hafen von Brest an Land. Am 28. Juni 1718 wurde er nach 20 Dienstjahren zum Ritter des Ordre royal et militaire de Saint-Louis ernannt.
Die folgenden Jahre verliefen ereignislos und Dubois de La Motte wurde erst am 17. August 1727 wurde er im Alter von 44 Jahren und nach 18 Jahren im Dienstrang eines Fähnrichs zum lieutenant de vaisseau (Leutnant zur See) befördert. Er diente 1733 und 1734 an Bord der Le Griffon und unter dem Kommando von Henri-François des Herbiers auf der Le Neptune und wurde schließlich, am 1. April 1738, auf Empfehlung von Marineminister Jean-Frédéric Phélypeaux, comte de Maurepas, zum capitaine de vaisseau (Kapitän zur See) ernannt.
In den Folgejahren diente Dubois de La Motte als Zweiter Offizier auf der Superbe unter dem Geschwaderkommandeur Roquefeuil in Westindien, ab 1742 dann erneut an Land in Brest und 1744 kurzzeitig als Kommandant der Mercure in der Irischen See. Bei Ausbruch des Österreichischen Erbfolgekrieges kommandierte er die Le Caribou und später die Magnanime auf Konvoifahrten nach Saint-Domingue.

### Österreichischer Erbfolgekrieg

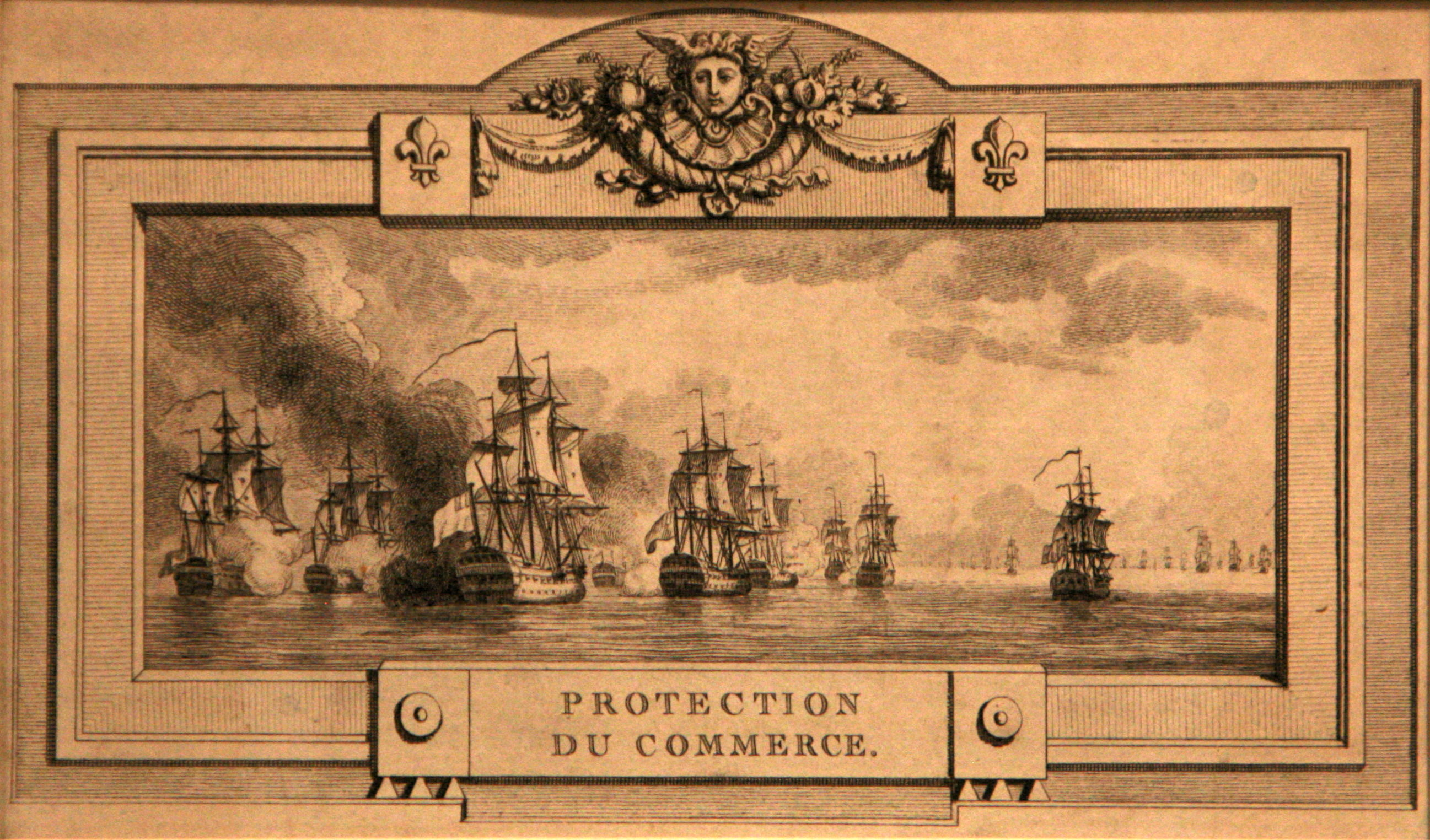
Schutz des Handels. Dubois de La Motte führte während des Österreichischen Erbfolgekrieges zahlreiche Missionen zum Schutz von Kolonialkonvois durch.

Die Konvois waren dabei häufiger Ziel britischer Angriffe und Dubois de la Motte hatte mehrere Gefechte zu bestehen, so etwa am 29. November 1746 gegen vier britische Schiffe und am 5. April 1747 vor Petit-Goâve gegen drei britische Schiffe.
Der Konvoi, den Dubois de la Motte ab dem 2. Mai 1747 von Saint-Domingue nach Frankreich führte, wurde von einem Geschwader aus neun Schiffen unter dem Befehl von Konteradmiral Anson vor dem Kap Finisterre abgefangen. Nur wenige Tage später, am 14. Mai, fing dasselbe Geschwader unter Anson auch die Konvois von Jacques-Pierre de Taffanel de La Jonquière und Jacques-François Grout de Saint-Georges ab, woraus sich die erste Seeschlacht am Kap Finisterre entwickelte. Dubois de La Motte verlor 48 Handelsschiffe, bevor er nach Brest zurückkehrte.
Am 1. Januar 1751 wurde Dubois de la Motte im Alter von 68 Jahren zum Chef d’escadre (Konteradmiral) und zum Gouverneur der Besitzungen in der Karibik ernannt. In der Folge reiste er nach Saint-Domingue, erkrankte allerdings schwer und konnte sein Amt als Gouverneur erst im Februar 1752 antreten. Zum Ende seiner Amtszeit verließ er Cap Français im Mai 1753 und kam am 2. Juli in Brest an. Am 1. September 1752 wurde er im Alter von 70 Jahren zum Kommandeur des Ordens von Saint-Louis mit einer Pension von 3.000 Livres ernannt.

### Siebenjähriger Krieg

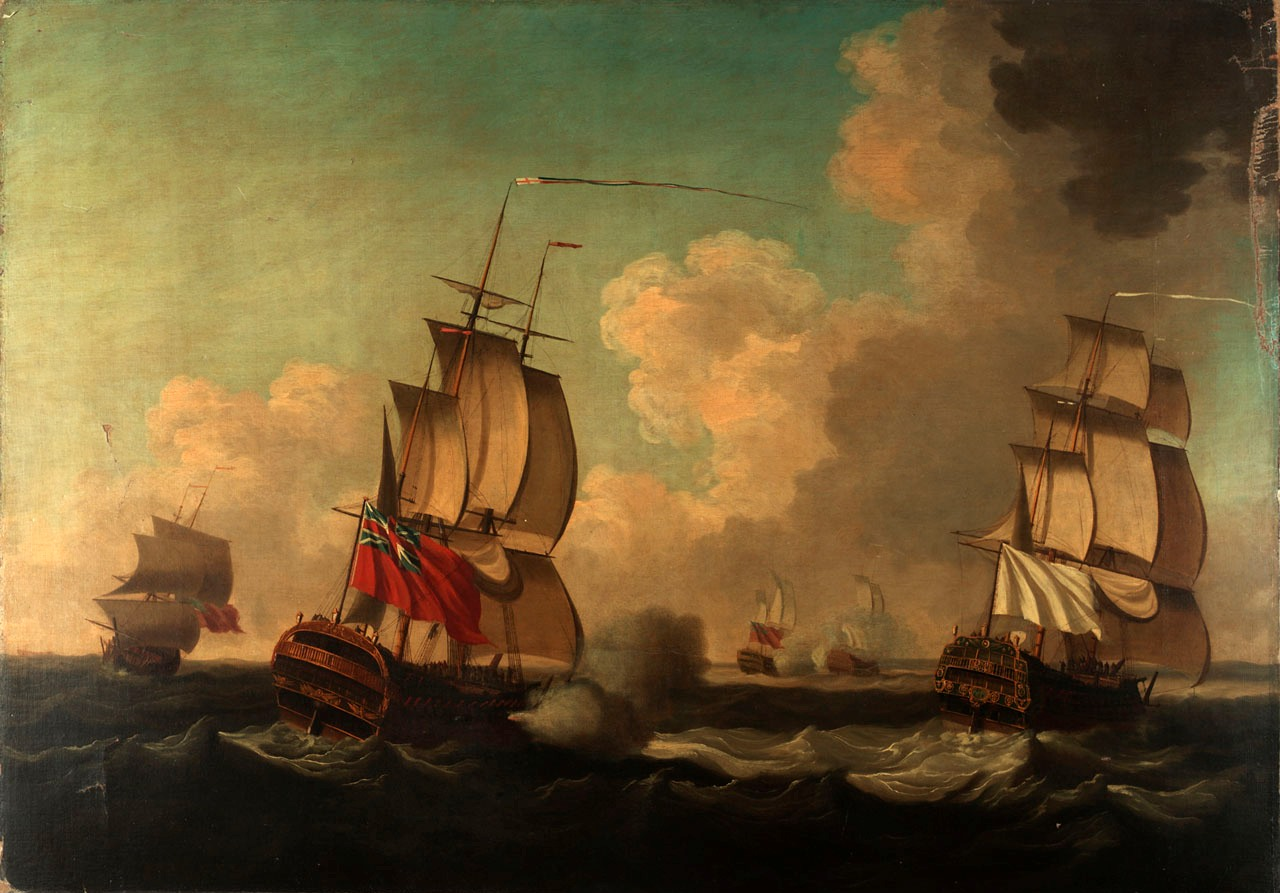
Angriff auf die Lys und die Alcide. Im Jahr 1755 eskortierte Dubois de La Motte wichtige Verstärkungen nach Kanada, doch zwei Schiffe wurden von den Briten abgefangen.

In den Monaten vor Beginn des Siebenjährigen Krieges hatte Dubois de la Motte erneut Gelegenheit, sich auszuzeichnen. 1755 erhielt er das Kommando über eine Flotte von 14 Linienschiffen und vier Fregatten, die für die Eskorte eines Konvois nach Neufrankreich kommandiert waren. Elf dieser Schiffe transportierten außerdem 3.000 Mann Verstärkungen unter dem sächsischen General Dieskau nach Kanada, um die dortigen Garnisonen auf der Île Royale (der heutigen Kap-Breton-Insel) zu verstärken, nachdem Akadien durch die Briten besetzt und Deportationen und weitere Maßnahmen gegen die französische Bevölkerung vorgenommen worden waren.
Auf der Entrepreneur verließ er Brest am 3. Mai, geschützt von den Begleitschiffen von Jean-Baptiste Mac Nemara und Duguay. Dank des Nebels entkam der Konvoi dem britischen Admiral Boscawen, der den Befehl erhalten hatte, ihn abzufangen. Nur zwei seiner Schiffe, die Alcide und die Lys, die durch den Nebel vom Geschwader getrennt worden waren, wurden am 8. Juni von Boscawens Gruppe angegriffen und gekapert (Seegefecht vom 8. Juni 1755). Dieser Angriff fand noch vor der offiziellen Kriegserklärung zwischen den beiden Ländern statt. Den Rest seiner Flotte brachte Dubois de la Motte aber sicher ans Ziel.
Ab dem 15. August sollte er nach Frankreich zurückreisen. Um dem Feind auszuweichen, fuhr er mit seinem Geschwader durch die Belle-Isle-Straße zwischen Neufundland und Labrador, eine Route, die zuvor noch kein Schiff der französischen Marine vor ihm genommen hatte. Dank dieses Manövers erfolgte die Rückfahrt ohne Zwischenfälle. Seine Ankunft in Brest am 21. September 1755 wurde von Duguays Geschwader gedeckt, dem es gelang, das Geschwader von Edward Hawke auf Abstand zu halten.
Der 72-jährige Dubois de la Motte wurde am 25. November 1755 zum Lieutenant-général des armées navales (Vizeadmiral) befördert und ab dem 30. September zunächst beurlaubt. Am 16. Juni 1756 wurde der Siebenjährige Krieg gegen Großbritannien offiziell erklärt.
In der Folge sicherte ihm der König eine der beiden Positionen eines Vice-amiral de France zu und verlieh ihm am 30. März 1757 das Großkreuz des Ordens von Saint-Louis verliehen.

### Expedition nach Louisbourg, 1757

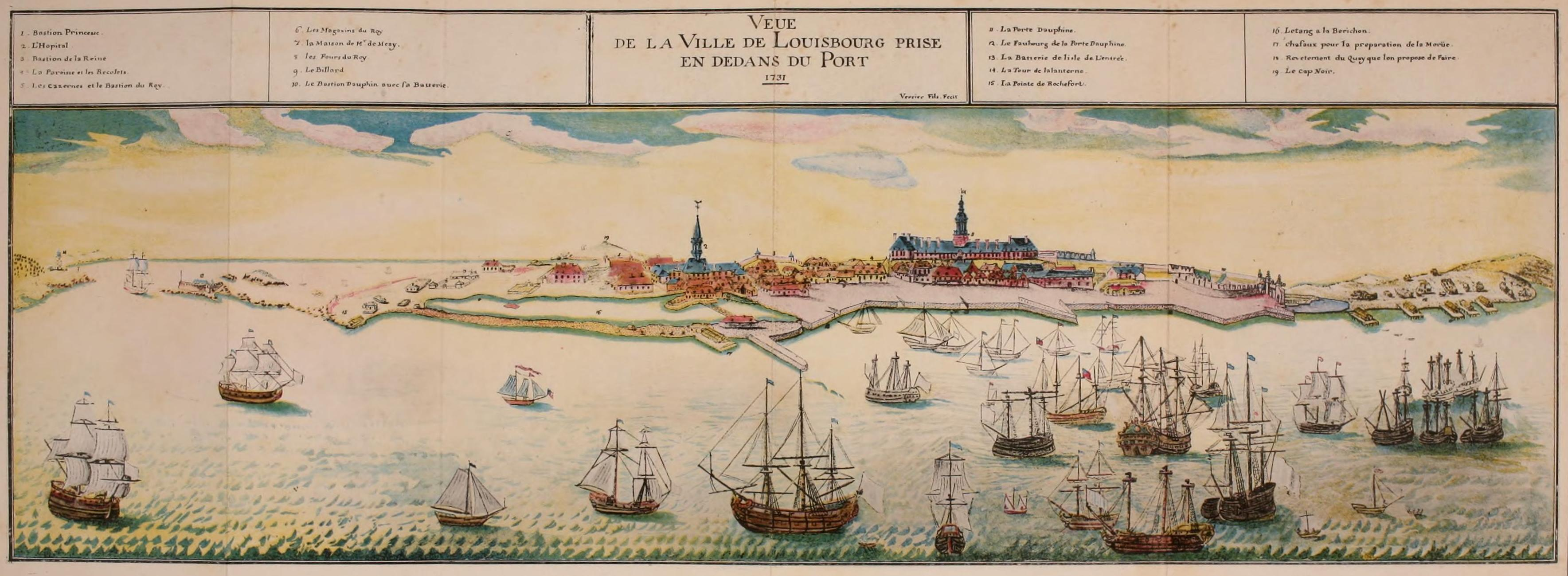
Ansicht von Louisbourg. Im Jahr 1757 konzentrierte Dubois de La Motte ein großes Geschwader in Louisbourg, das die Stadt vorübergehend vor einer britischen Landung bewahrte.

Im gleichen Jahr wurde ihm ein Geschwader aus neun Linienschiffen und zwei Fregatten anvertraut, mit denen er erneut die Verteidigung von Louisbourg auf der Île Royale verstärken und die vor Halifax versammelte britische Flotte unter dem Kommando von Charles Hardy fernhalten sollte. Er ging am 3. Mai 1757 erneut an Bord der Le Formidable und kam am 19. Juni in Louisbourg an. Die ihm erteilten Weisungen waren restriktiv und zielten darauf ab, den Kontakt mit dem Feind möglichst zu vermeiden.
Als er am 19. Juni an seinem Ziel ankam, erhielt er bald die Verstärkung von fünf Linienschiffen und einer Fregatte aus Saint-Domingue unter dem Befehl von Joseph de Bauffremont, zu denen noch vier weitere Linienschiffe und zwei Fregatten aus Toulon unter dem Befehl von Joseph-François de Noble du Revest hinzukamen. Das französische Geschwader von Louisbourg bestand damals also aus 18 Linienschiffen und fünf Fregatten.
Dank der Konzentration der Geschwader vor Louisburgh konnte Dubois de La Motte ein Verteidigungssystem vor der Zitadelle aufbauen, so dass das britische Geschwader unter dem Kommando von Francis Holburne keinen Angriff wagte. Im Gegenteil wurde es am 24. September durch einen Sturm zerstreut. Dieser Erfolg hätte es Du Bois de La Motte ermöglichen sollen, die britischen Schiffe zu verfolgen, doch der Mangel an Nahrungsmitteln und eine Typhusepidemie hinderten ihn daran und zwangen ihn, nach Frankreich zurückzukehren. Er verließ Louisbourg am 30. Oktober und erreichte am 23. November mit rund 5.000 Kranken in Brest, wo die Rückkehr seines Geschwaders gleichfalls eine Typhusepidemie auslöste, die sich in der Folge über den ganzen Pays de Léon ausbreitete, und erst von Ruis-Embito, dem Intendanten des Hafens von Rochefort, unter Kontrolle gebracht werden konnte. Dies war die letzte Atlantik-Überfahrt des Generalleutnants. Minister Moras teilte ihm mit, dass der König ihm am 30. März 1757 die „Ehren und Gehälter eines Vizeadmirals von Frankreich“ verliehen habe.
Seine Aktion ermöglichte es, den Fall der Île Royale um ein Jahr hinauszuzögern, doch im folgenden Jahr, 1758, eroberten die Briten schließlich die Stadt Louisbourg.

### Die Schlacht von Saint-Cast

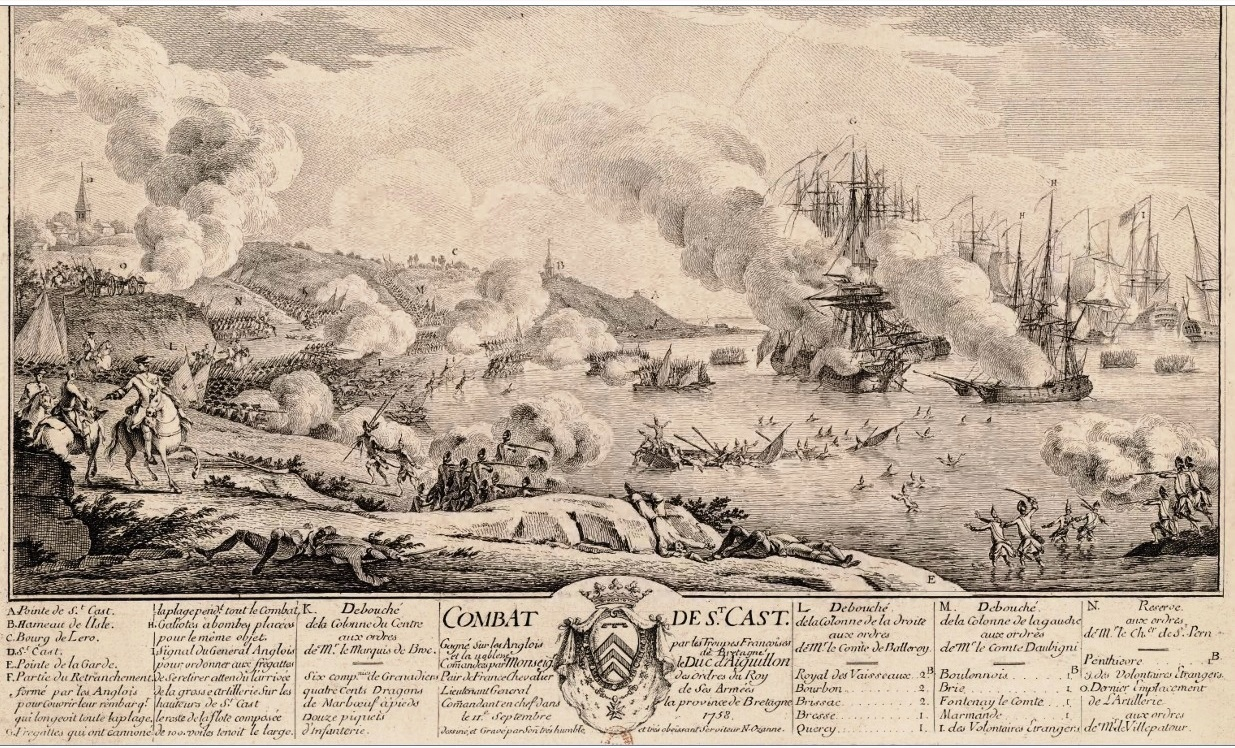
Die Schlacht von Saint-Cast, Kupferstich von Nicolas Ozanne.

Anfang 1758 wurde auch das französische Festland zum Kriegsschauplatz. Am 5. Januar 1758 landete der Herzog von Marlborough mit 15.000 Mann in Cancale, brannte Gebäude in Saint-Servant nieder und kehrte wegen einer angenommenen, aber tatsächlich nicht vorhandenen Bedrohung durch französische Kolonnen eilig zu seinen Transportschiffen zurück. Im August landete Thomas Bligh bei Cherbourg und zerstörte die Hafenanlagen. Am 3. September landete er in Saint-Briac-sur-Mer und marschierte auf Saint-Malo. Der Herzog von Aiguillon, Gouverneur der Bretagne, versammelte Miliztruppen in Lamballe. Dubois de la Motte nahm im Alter von 75 Jahren am 11. September an der nun folgenden Schlacht von Saint-Cast teil, in der die Briten unter Verlusten von fast 4000 Mann zurückgeschlagen wurden.

### Ruhestand und Tod (1758–1764)
Am 4. Juli 1761 wurde Dubois de la Motte das Großkreuz des Ordens von Saint-Louis mit einer Rente von 6.000 Livres verliehen, eine Würde, auf die er seit 1757 gewartet hatte. Am 13. Oktober 1762, im Alter von 79 Jahren, wurde er dann noch zum Vizeadmiral als Nachfolger von Herrn de Barrailh ernannt, der im Alter von 91 Jahren verstorben war. Dubois starb dann am 23. Oktober 1764 im Alter von 81 Jahren in Rennes; seine Beerdigung fand in der Kirche von Toussaints statt; Er wurde in der Kirche Sainte Colombe begraben, zu dessen Gemeinde sein Besitz in Les Mottes gehörte.

## Familie
Am 28. Oktober 1713 heiratete Dubois de la Motte Jeanne François d’Andigné, die Tochter seines Paten und Jeanne de Bréban. Das Paar hatte zwei Söhne, von denen der ältere, 1714 geboren, bereits 1751 in Brest starb. Der jüngere, geboren 1716, seit 1757 Kapitän zur See, allerdings wegen einer Lähmung aus dem Dienst ausgeschieden, begleitete Dubois de la Motte in der Schlacht von Saint-Cast, indem er auf sein Pferd gebunden wurde.
Die Familie lebte auf einem Anwesen in Les Mottes, das Dubois de la Motte bereits um 1748 mit dem Geld erworben hatte, das er für seine Verdienste in Westindien aus der königlichen Schatzkammer und von der Marine erhalten hatte.